# Filibert II av Savojen
Filibert II av Savojen, född 1480, död 1504, var en monark (hertig) av Savojen från 1497 till 1504.